# Saint-Pardoux-Soutiers
Saint-Pardoux-Soutiers is een fusiegemeente (commune nouvelle) in het Franse departement Deux-Sèvres (regio Nouvelle-Aquitaine). De plaats maakt deel uit van het arrondissement Parthenay. Saint-Pardoux-Soutiers is op 1 januari 2019 ontstaan door de fusie van de gemeenten Saint-Pardoux en Soutiers. 

## Demografie
Onderstaande figuur toont het verloop van het inwonertal (bron: INSEE-tellingen).
Saint-Pardoux-Soutiers telde in 2017 1876 inwoners.